# ماري غريغوري
ماري غريغوري (بالإنجليزية: Mary Gregory)‏ هي فنانة أمريكية، ولدت في 1856، وتوفيت في 1908.